# ミイラ
ミイラ（木乃伊）は、人為的加工ないし自然条件によって乾燥され、腐敗せず残っている人間またはその他の動物の死体である。

## 概要

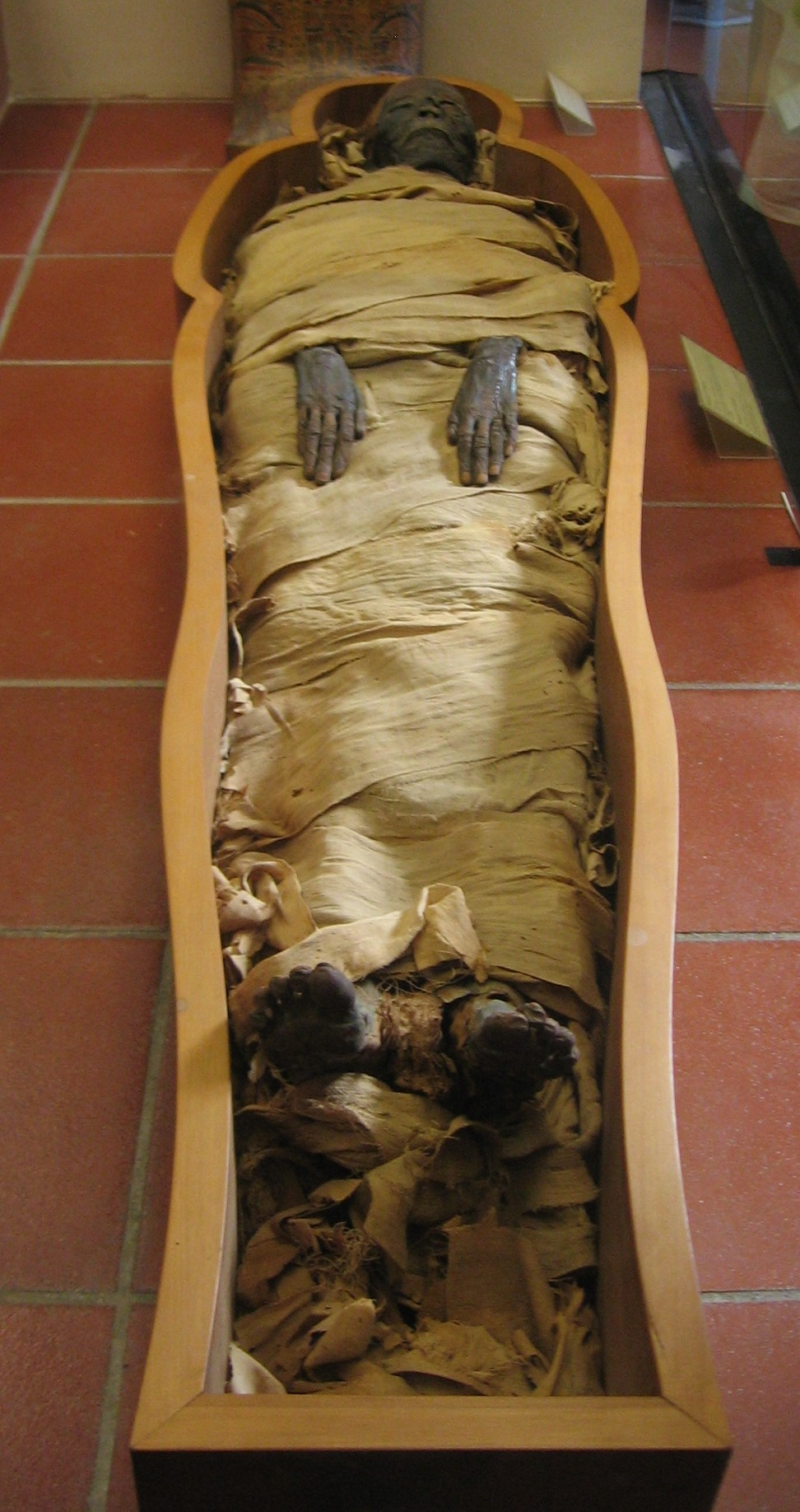
古代エジプトのミイラ（バチカン美術館所蔵）

宗教的理由などによるミイラづくりは紀元前から行なわれ、古代エジプトの遺跡からはミイラ自体のほか、人間や動物をミイラにする大規模な作業場の遺構も出土している。
数百年、数千年を経て、いまだ生前の面影を漂わせるミイラもある。ミイラから採取したDNAを使ったクローン誕生は絶滅した動物については研究対象とされているが、ミイラの組織においてはタンパク質が水分を失って不可逆的に変質しているため、水分を戻すことにより生命活動を復活させることは、現代の科学では不可能である。

## 生成
死後、身体の腐敗が進行するよりも早く急激な乾燥（水分が人体組織の重量の50%以下になる）が起きると、細菌の活動が弱まる。脱水症状などの条件から死体の水分含有量が少ない場合にはミイラ化しやすい。自然発生ミイラが砂漠の砂の中からみつかることが多いが、これは急速な乾燥をもたらす自然条件のほかに、そこにできる死体が脱水症状を起こして餓死するなどで死亡したものであるため、死亡時の水分量がもとより少ないという条件が整っているからと考えられる。自然条件においては、成人一人がミイラ化するのに必要な期間は3か月と言われている。こういった自然のミイラは全身が完全なミイラとなっている例は少なく、身体の一部分のみがミイラ化して残っている場合が多い。
自然環境において全身ミイラが少ない理由の一つとして、死体の中で最初に腐敗が進行するのが内臓であることが挙げられる。自然状態においては内臓が体外に出ることがないため、人体の完全なミイラ化は起きにくい。ただし内臓が液化して体外に流出したり、野生動物に喰われたりしたあとに急速に乾燥するとミイラが形成されることがある。そのため、人為的にミイラを作る場合には、脳や内臓を摘出し、外部で火気などを用いて乾燥させ、あるいは薬品によって防腐処理を施した。その内臓は体内に戻すか、副葬品の壷の中などに納めるなどの手段が取られた。
古代エジプトではミイラ処置の手法は時代によって異なる点もあるが、分業制で専門の職人がいた。遺体の腐敗臭が酷い為、ミイラを処置する場所は町外れに置かれた。また身分階級によって工程数や値段には違いがあり、身分が高い王族やファラオは念入りに処置されたが、庶民などは安価で簡素な処置で済まされる事もあった。ミイラ処置の一例は以下の通り。
1. 遺体の洗浄。
2. 鼻の穴から細長い棒を差し込み、脳をかき出す。
3. 胃腸や肺、肝臓などの臓器を取り出す。
4. 腹部に没薬等を詰める。
5. 全身をナトロンで覆い、一定期間（40日から70日）放置し、乾燥させる。
6. 化粧や整髪、装飾品などを着け外見を整え、防腐処理を行う。
7. 護符などを挟み込みながら、樹脂を浸したリネンの包帯を巻きつける。
8. 棺に納めて遺族に渡す。

## 語源
日本語の「ミイラ」は16〜17世紀、南蛮貿易などで渡来したポルトガル人から採り入れた言葉の一つで、ポルトガル語: mirra は元来「没薬」を意味していた。「ミイラ」への転義の詳しい経緯は未詳であるが、没薬がミイラの防腐剤として用いられた事実や、洋の東西を問わず“ミイラ薬”（ミイラの粉末）が不老長寿の薬として珍重された事実があることから、一説に、“ミイラ薬”（の薬効）と没薬（の薬効）との混同があったという。
英語: mummy をはじめとするヨーロッパの各言語における名称は、中世のラテン語: mumia に由来し、それはさらにアラビア語: مومياء （mūmiya'）に由来し、アラビア語はさらに「蝋」を意味するペルシャ語: mūm  に由来するとされる。また、漢字表記の「木乃伊」は14世紀の『輟耕録』巻3に回回人の言葉として出現し、中国語では「蜜人」というとしているが、おそらくは同じ語に基づく。日本語で機械的に音読みした「モクダイイ」はあまりにも原音から遠い印象があるが、北京語でこれを読むと「ムーナイイー」（普通話: mùnǎiyī）のようになる。『輟耕録』ではミイラを回回人の習俗として記し、手足をけがした人がミイラを食べるとたちどころに直ると記述している。『本草綱目』でも『輟耕録』を引用しているが、本当に効果があるかどうかはわからないとしている。日本でもこの表記を中国語から借用し、「ミイラ」の語に充てるようになった。
16〜17世紀のヨーロッパにおいて、ミイラは一般的な薬として広く使用されていた。そのため、ミイラを取ることを生業とする者が増えた。なお、ミイラを取るためには墳墓の中に入ったり、砂漠を越えたりする必要があることから危険がつきまとい、ミイラを探す人間が行き倒れることもあった。彼らの死体がどれほどの確率で自然乾燥によりミイラ化したかは不明であるものの、このことを指して「ミイラ取りがミイラになる」という言葉が生まれたなどとする説がある。数多くの盗掘が行われ、近現代の考古学研究を阻害する要因となったのは事実であるが、実際には本物のミイラを取りに行くよりも捏造品を売りさばくほうが楽であり、墓暴きの存在を諺の成立由来として扱うには信憑性が低い。なお、薬としてのミイラは日本にも輸入されており、江戸時代には大名の間で人気だったという。

## ミイラの事例

### 古代エジプト
2019年時点の研究では、世界最古のミイラは約5300年前から存在したとされる。特に古代エジプトでは、紀元前3500-3200年のナカダ2期（Naqada II）には人工的な遺体の保存が始まっていた。ミイラ作りは来世・復活信仰と密接に結びついている。遺体の保存が来世の一番の保証とされた。エジプト神話で豊穣をあらわす神であるオシリスはセトに殺害され、のちに妻のイシスや冥界の神アヌビスの助けによってミイラとして蘇り、冥界の王となったという伝説がある。このため葬儀やミイラ製作は、オシリスの神話に基づいて行なわれた。
内臓を摘出した死体を70昼夜にわたって天然炭酸ナトリウム（ナトロン）に浸し、それから取り出した後、布で幾重にも巻いて完成させる方法でミイラが作成された。包帯を巻いたミイラのイメージは、この古代エジプトのミイラ作成に由来する。理性の場であると信じられていた心臓を除いた胸部と腹部の臓器や組織は下腹部の切開によって全て取り出され、脳の組織は鼻孔から挿入した鉤状の器具によってかき出された。取り出された他の臓器はカノプス壺に入れられて保管された。古王国時代は遺体を石膏で覆って彫像のようにする処置があり、第1中間期にはミイラマスク、中王国時代の第12王朝には人形棺が用いられるようになった。
犬、猫、ワニ、ヒヒ、トキなど、神の化身とされた動物のミイラも作成され、特に末期王朝時代以降に盛んになった。
後世になると松ヤニが染み込んだミイラは木の不足から工場や蒸気機関車の燃料として使われ、一般家庭でも包帯を燃やして調理の火に使われた。特に貴族のミイラは松ヤニが多く使われていたため重宝された。肥料、薬、絵の具（ミイラ色）としても使われた。副葬品にはミイラ肖像画が入れられる事もあった。
19世紀の考古学においては、エジプトから輸入されたミイラの解剖が、研究目的だけではなく見世物として、ヨーロッパの各地で行われた。これらの興行的な解剖においては、記録などは通常行われず、このために貴重な資料が多数失われた。当時のヨーロッパでは、外科的施術自体が見世物として行われており、特に死刑囚に対する解剖ショーは人気を博していたという。

### ヨーロッパ
不朽体（ふきゅうたい）は正教会（日本ハリストス正教会）の用語で、聖人の遺体のこと。聖人は来世の生命を先取りして得ていると信じられ、このため来世の光栄体（聖書では「朽ちない身体」）同様、その今生における身体も神の恩寵によって不朽のものとされたと捉えてこのように呼ぶ。
聖像（イコン）と同様崇敬の対象となる。
正教会においては、教会の宝座（祭壇）の下には不朽体を安置することが望ましいと考えられている。堂の献じられた聖人は、宝座の下に安置された不朽体の聖人と、同一であることを要さない。（つまり、聖人に献じた堂であっても、必ずしもその同一の聖人の不朽体を宝座の下に安置する必要はなく、別人であってもよい。）
信者が崇敬を表するには、十字を二回画き、そののち不朽体に接吻し、しかるのち祈祷し、再び十字を画く。接吻は必ずしも直接なされることを要さず、ガラスケース等を介して行われることがしばしばある。ある聖人の聖像にその不朽体の一部を釘などで固定することもある。この場合多く保存の便を顧慮し、不朽体の上に覆いを施す。
一部の聖人には、不朽体の発見、移動などが特別の祭日とされるものがある。次のものが特によく知られている。
- 前駆授洗イオアンの首の発見の日および移動の日
- ミラ・リキヤの奇跡者聖ニコライの不朽体移動日

なお、イイスス・ハリストスすなわちイエス・キリスト、およびその母生神女マリヤの不朽体は、正教会の考えでは存在していない。

### アンデス
死者をミイラとする風習は南米のアンデス文明でも見られ、その特徴は膝を折り腹部に付けた姿勢（蹲踞）を取ることである。製法は以下の通り。死者の内臓と筋肉を取り除く。次に、何らかの火力で乾燥させる。最後に特定の姿勢に固定し、体全体を布で覆い、かごに収め、最後に副葬品と併せて再度布を巻くというものである。紀元前200年頃まで続いたパラカス文化は、形成期において既にミイラの製作に習熟していた。インカ帝国が成立すると、特に高位の人物のミイラに対しては羽や装飾品、金属製の仮面を取り付けるようになる。作成したミイラは祠に安置したり、住居に置いたりして、あたかもミイラが生きているかのように話しかけ、食事を供し、亡くなった近親者への愛情と尊崇の念を示し続ける。

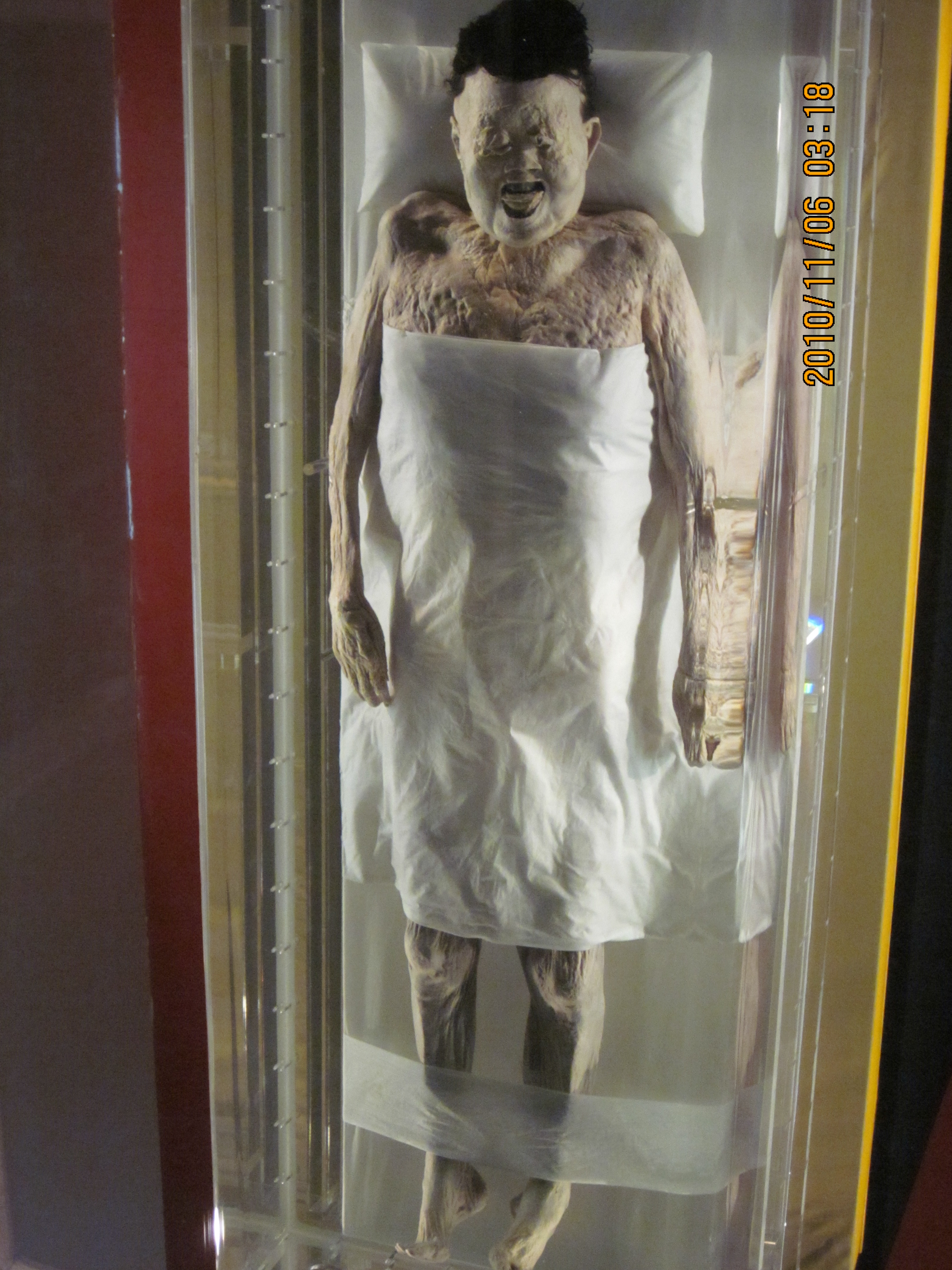
中国湖南省馬王堆漢墓から発掘された紀元前2世紀のミイラ（辛追）

### 中国
古い文献（『大唐西域記』『西京雑記』『抱朴子』など）に入定ミイラの記述があり、『高僧伝』では晋の元康8年（298年）に訶羅竭という僧が死に火葬に付されたが半焼けになってしまい、座したままでも崩れなかったため石室に安置して礼拝したと記されている。『大唐西域記』では玄奘が西域の僧のミイラについて言及している。
加漆肉身像
唐の時代以降には、乾漆像の製法を使って遺体を包み、装飾して乾漆像とする加漆肉身像というミイラが作られた。
現存するミイラとしては広東省韶州市南華寺にある唐代中期の禅僧慧能の肉身仏（即身仏）などがある。なお、中国では現在でも即身仏としてミイラが作られている。ただし、生きたまま苦行の果てに自死してミイラになるのではなく、自然死後に遺言によってミイラとして作られるものであり、全身に金箔を塗ることにより生前に近い形を保とうとしている。

### 中央アジア
現在は一部が中国・ロシアの範疇に入る広い中央アジアでも、ミイラが発見されている。「楼蘭の美女」として知られる古代のオアシス都市楼蘭のミイラは、シルクロードブームで一躍知られるようになった。西域は乾燥（砂漠）地帯で、ミイラができ上がるのに好条件であり、そのため中国におけるミイラは西域に多い。大谷光瑞の第三次探検（1910年 - 1914年）でトルファン地区からミイラを持ち帰っており、当時日本が租借中の大連の旅順博物館に所蔵されて、現在でもそこで公開されている。
ロシア連邦に属するアルタイ共和国で「ウコクの王女」（別名「シベリアの氷の女性」）が1993年に発見されて、現在はノヴォシビルスクの博物館で公開されている。
チベット仏教にも高僧のミイラの習俗があり、ダシ＝ドルジョ・イチゲロフなどが有名。但し、イチゲロフのように生き埋めでミイラになる例は稀であり、中国と同じく大多数は自然死後にミイラ化させたものである。

### 日本
日本の仏教の一部（民間信仰）では、僧が土中の穴などに入って瞑想状態のまま絶命し、ミイラ化した物を「即身仏」（そくしんぶつ）と呼ぶ。仏教の修行の中でも最も過酷なものとして知られる。
この背景にあるのは入定（“にゅうじょう”ないしは生入定）という観念で、「入定ミイラ」とも言われる。本来は悟りを開くことだが、死を死ではなく永遠の生命の獲得とする考えである。入定した者は肉体も永遠性を得るとされた。

#### 奥州藤原氏

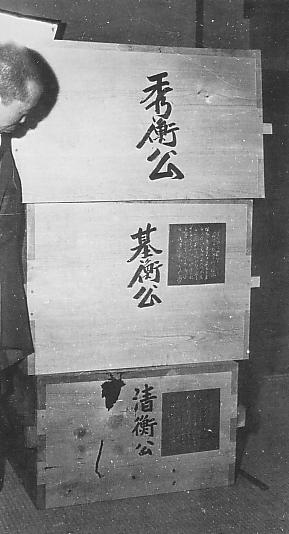
秀衡と基衡、清衡の遺体を収めた木棺（1950年）

歴代奥州藤原氏の遺体は、中尊寺金色堂に埋葬された。これらの遺体は1950年（昭和25年）に朝日新聞文化事業団によって医学・人類学・微生物学などによる学術調査が行われ、「奥州藤原氏のミイラ」として知られる。ただし、学術調査の報告書である『中尊寺と藤原四代』は防腐処置の有無について明言しておらず、文中でも遺体は「ミイラ」と呼ばれていない。
| 代   | 氏名     | 安置場所                    | 没年                               | 享年      | 備考 |
| ---- | -------- | --------------------------- | ---------------------------------- | --------- | --- |
| 初代 | 藤原清衡 | 中尊寺金色堂 清衡壇         | 大治3年7月13日 （1128年8月10日）   | 73歳      | 没年齢に関しては歯の状態から70歳以上と見られ、史料の没年齢と矛盾はないとされる。また、死没日には大治3年7月16日（1128年8月13日）という説もある。身長159cm、血液型はAB。副葬品は紫絹の枕、銀・琥珀の数珠、太刀・小刀、金塊。広範囲に渡って白骨化が進んでおり、保存状態は他の3人と比べて最も悪い。 |
| 二代 | 藤原基衡 | 中尊寺金色堂 基衡壇         | 保元2年3月19日? （1157年4月29日?） | 50歳-60歳 | 没年齢に関しては50歳代で死亡、54歳-55歳、55歳-60歳、60歳前後という見方もある。身長167cm、血液型はA。副葬品は白絹の枕（稗入り）、水晶の数珠、刀。 |
| 三代 | 藤原秀衡 | 中尊寺金色堂 秀衡壇         | 文治3年10月29日 （1187年11月30日） | 60歳-70歳 | 没年齢に関しては70歳前後という見方もある 身長164cm、血液型はAB。副葬品は木の枕、泰衡の首の桶。保存状態は他の3人と比べて最も良い。 |
| 四代 | 藤原泰衡 | 中尊寺金色堂 秀衡壇・首桶内 | 文治5年9月3日 （1189年10月14日）   | 20歳-30歳 | 頭部のみ。没年齢に関しては歯の状態から、20歳代-30歳代、23歳-30歳、もしくは25歳と判断されている。身長は不詳。 血液型はB。顔に九箇所の刀傷 額に晒し首の釘跡。 |

#### 黒田綱政
1711年（正徳元年）6月18日に死去した福岡藩4代藩主黒田綱政の遺体は、お家騒動を恐れ藩主の死を隠そうとした家老の隅田主膳の命で防腐処置が行われた。処置は藩医によって行われたが、福岡藩が警備をしていた長崎にもたらされたミイラの技術が用いられた可能性がある。遺体は黒田氏の菩提寺である崇福寺に、地下水が侵入しない石室と二重の木棺に囲まれた甕に土葬された。1950年（昭和25年）、崇福寺の一部が宅地化された際に綱政の墳墓が掘り出され、約240年の間も筋肉が硬直しておらず、束髪やまつ毛、口髭がそのままのミイラ化した遺体が出土した。遺体は調査の後、包帯で梱包されてテレビン油で満たされた甕に収められた上で、黒田氏の合墳に再埋葬された。

#### 溝口氏
1909年（明治42年）、東京市深川区万年町にあった海福寺の移転に伴い、当寺を菩提寺にしていた溝口氏傍系で元旗本の溝口直一家が墓所を掘り返したところ、ミイラ化した先祖の遺体を発見した。一つは女性で、徳川家斉の時代に大奥に出仕していた「山の井」という名の上臈（高位の奥女中)で、1837年（天保8年）に56歳で亡くなっていた。遺体は白無垢に打掛姿で座し、両手を組んで、手首には数珠がかけられ、後ろに下した髪には白髪ひとつなかった。もう一体は男性で、同じ1837年に49歳で亡くなった7代当主の溝口直道だった。やはり白無垢姿で胡坐のように足先を交差させて座し、両手を組んで頭を垂れ、ふっくら肉付きもよく、丁髷は乱れもなく、月代の剃り跡は青く、元結も白いままであった。さらに直一（9代当主）の祖母のものも発掘され、割れ島田そのままの姿だった。法医学者片山国嘉の交渉により、直道と山の井の2遺体が東京帝国大学に献体された。

### 社会主義諸国の指導者
社会主義国では、過去の指導者を神格化する目的でその遺体をミイラ化（エンバーミング）し、民衆に公開することがある。レーニン（レーニン廟）、スターリン、金日成および金正日 （錦繍山太陽宮殿）、毛沢東（毛主席紀念堂）、ホー・チ・ミン（ホー・チ・ミン廟）など。この場合強力な防腐処置によって腐敗を止めていると考えられている。その他、生前の本人の希望によりミイラにされる遺体も存在する。

### その他の国や地域
ニューギニアや西・中央アフリカ、アメリカ北西海岸、カナダ西海岸の部族は、死後の遺体を乾燥させ、または燻製にしてミイラにし、墓の上や家中に安置する風習を持っていた。ニューギニア、アフリカにおいては、現在も続けている部族がある。
また、カナリア諸島（スペイン）にはグアンチェ族のミイラがある。

### 自然発生的なミイラの事例
死体がたまたま特殊な物理環境に置かれたときに、ミイラ化してそのまま保存されることがある。
- アイスマン - 衣類や身装品とともに行き倒れになったアルプス山脈の氷雪中から発見された新石器時代のミイラ。
- トーロンマン - デンマークの泥炭層中から発見された、紀元前のミイラ（湿地遺体）。
- ドレスデン爆撃 - 第二次世界大戦終盤の1945年2月13日から15日にかけて連合国軍（イギリス空軍およびアメリカ陸軍航空軍）によって行われたドレスデン爆撃では、防空壕に避難した一般市民が一酸化炭素中毒などで死亡し、そのままミイラ化した状態で発見された。
- 辛追（中国語版） - 中国。紀元前3世紀、呉氏長沙国の初代軑侯利蒼の妻。原因は不明だが保存状態の良い姿で発見された。
- チェヘラーバード塩坑の塩漬け遺体 - 通称「ソルトマン」。イラン北西部の岩塩採掘場で見つかったミイラ[26]。1994年、岩塩の試掘中に偶然1体目が発見され、その後、掘り出されていない遺体も含めると2012年までに8体が確認されている[26]。いずれも落盤事故で亡くなったとみられる[26]。遺体の人物が生きた時代は、紀元前5世紀（アケメネス朝期）が3人、紀元後5世紀（サーサーン朝期）が3人、残りは未発掘のため不明である[26]。

| ドレスデン爆撃の犠牲者のミイラ |  | ドレスデン爆撃の犠牲者のミイラ |
| ドレスデン爆撃の犠牲者のミイラ |  |                                |

### 架空生物・怪物のミイラ
江戸時代の見世物
江戸時代に妖怪への興味が高まったためニホンザルとコイなどをつなぎあわせた人魚のミイラ、ニホンザルやエイなどを加工した河童のミイラのほか、鬼や龍のミイラが盛んに作られた。幕末や明治の頃には外国へ輸出されたり外国人の土産物になったりしていた。大英博物館には日本製の人魚のミイラが所蔵されている。
岡山県浅口市鴨方町の円珠院に伝わる「人魚ミイラ」については倉敷芸術科学大学の調査により、上半身は霊長類、下半身は魚類の特徴を持つことが判明した。
この他、牛鬼とされるミイラも見られる（牛鬼#実在する牛鬼の遺物を参照）。
驚異博物館
かつて西洋諸国では宗教理論上世界のどこかに人魚が実在しているものだと信じられていた。世界に渡った宣教師などが盛んに探し、日本などで生産されていたフェイクの人魚のミイラを持ち帰った。人魚の他、日本で生産され主に欧州へと持ち込まれたフェイクの怪物のミイラは、ジェニー・ハニヴァー、龍、ろくろ首、鬼などがあり、西洋で製作されたキメラ、バジリスク、三本脚のガマのフェイク・ミイラなどと共に、好事家に蒐集されたり、ヴンダーカンマーで展示されていた。

## 創作物におけるミイラ

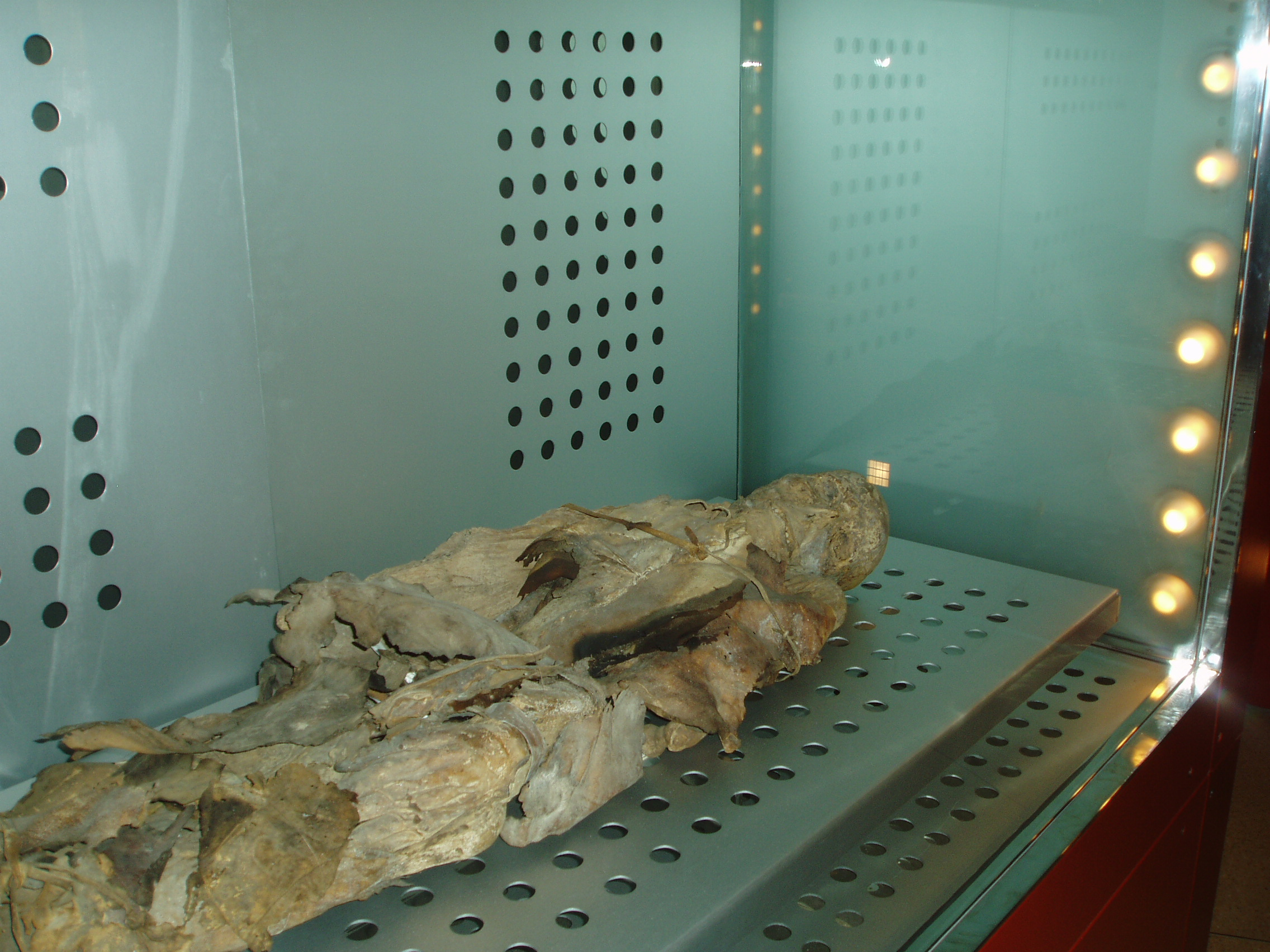
グアンチェ族のミイラ（テネリフェ島）

不死の怪物（アンデッド）としてのミイラ、つまりミイラ男やマミーの歴史はさほど古くはなく、エジプトがフランスやイギリスに植民地化された19世紀頃に現れたものである。特に初期のミイラを題材とした作品ジャンルはラブ・ロマンス小説であり、男性主人公の恋愛対象としての女性ミイラであることが一般的であった。
ミイラがホラー作品の題材となるのは、アメリカ合衆国のユニバーサル映画が製作した1932年の『ミイラ再生』（原題：The Mummy）以降である。これは1920年代にツタンカーメンのミイラ発掘にまつわるカーナヴォン卿ら数名が謎の死を遂げた、いわゆる「王家の呪い」を題材にしたものであった。怪奇俳優として著名であったボリス・カーロフは同作でミイラ男イムホテップを演じ、1940年の『ミイラの復活』以降はミイラ男カーリスが定番であった。『ミイラ転生 死霊の墓』（1981年）のように、同じく蘇った死者であるゾンビと共演する作品も登場した。日本でも1961年に日本テレビ製作の連続テレビ映画『恐怖のミイラ』が放送された。既に死体であることから、通常人間が死に至るセオリー（心臓を突き刺す・首をはねるなど）を行なっても死なず（というよりももとから死んでいるのだから動きを止めず）、そういった物語の登場人物たち、および読者・観客を恐怖させた。なお、それらの場合では火や聖水に弱いなどの特徴が見られる。なお、アメリカ映画『ハムナプトラ』（1999年）の原題は（リメイク元の『ミイラ再生』同様）"The Mummy"すなわち『ミイラ』であるが、現代日本の文化状況下において安直すぎると考えたことからか、日本公開時に直訳でない邦題が付けられた。CM等の映像媒体において現在ではミイラはフランケンシュタインの怪物と対で包帯を巻かれた状態でコミカルに登場することが多い（例：マスターカードのCMなど）。また、日本のコメディ作品『ぐるぐるメダマン』では包帯の中身への興味を逆手に取り、ミイラ君の包帯が解けそうになり地肌が若干見えるという描写があった。
日本の特撮・アニメ作品でも、恐怖度や攻撃力の高い敵役としてしばしば登場する。ミイラ人間（初代ウルトラマン）、ミイラーマン（ジャイアントロボ）、ミイラルゲ（超人バロム・1）、合成獣ミイラス（マグネロボ ガ・キーン）などである。また、コンピュータRPGにおいてアンデッド系モンスターとして登場することも多い。
日本の漫画では楳図かずお『ミイラ先生』が有名である。江戸時代のキリシタン弾圧で殺された修道女のミイラが漏水を浴びて蘇る。水を飲むと一時的に生きた人間と変わらぬ見掛けになれるため、顔がよく似た女学校教師と入れ替わり、本格的に美しさを取り戻すため女生徒の生き血を吸おうとする。他に『ミイラの飼い方』（2014年～）もある。
落語にも「木乃伊取り」という演目が存在し、6代目三遊亭圓生や8代目林家正蔵（彦六の正蔵）、 立川談志（7代目だが、当人は5代目を自称）などが得意演目としていた。内容としては上述の「ミイラ取りがミイラになる」をモチーフとしたものである。